# Berta Ambrož
Berta Ambrož, slovenska pevka zabavne glasbe in prva predstavnica Slovenije na Pesmi Evrovizije; * 29. oktober 1944, Stražišče, Kranj, † 1. julij 2003, Ljubljana
Po poklicu je bila strojepiska in se je petju posvečala le na ravni hobija.
Kot debitantka je leta 1965 nastopila s pesmijo Luči Ljubljane na Slovenski popevki, nastopala pa je tudi na Opatijskem festivalu.
Leta 1966 je s pesmijo Brez besed zastopala Jugoslavijo na Pesmi Evrovizije v Luksemburgu. Gre za prvo pesem, ki je bila na Pesmi Evrovizije zapeta v slovenščini. Glasbo za pesem je napisal Mojmir Sepe, besedilo pa je napisala Elza Budau. Zasedla je 7. mesto. Leta 1973 so na Pesmi Evrovizije nekateri obtožili Španijo, da je njihova pesem Eres tú pravzaprav plagiat slovenske pesmi Brez besed.  Nizozemska predstavnica na Pesmi Evrovizije 1994 Willeke Alberti je 1967 na svoji plošči posnela angleško verzijo pesmi pod naslovom Without Words. Pesem je bila prirejena tudi v norveščino in danščino.
Njen brat Peter Ambrož je bil dolgoletni član Slovenskega okteta.

## Uspešnice
- Tipitipiti (priredba istoimenske skladbe Oriette Berti)
- Brez besed (Pesem Evrovizije 1966)
- Pišeš mi
- Ostani še nocoj
- Moja mala baby
- Ladja brez krmarja
- Jokala bom brez solz
- Kadar pride dež
- Poslednja noč ljubezni

## Diskografija

### Albumi
- Berta Ambrož: Brez besed (CD, 2007)
- Portret pevke Berte Ambrož

### EP-ji
- Ne glej me čez ramo / Hočem Luno / Bil si z menoj / Pod uro (1965)

## Nastopi na glasbenih festivalih

### Slovenska popevka
| Leto | Pesem                                                                                    |
| ---- | ---------------------------------------------------------------------------------------- |
| 1965 | Mali vragec v očeh (Jure Robežnik - Gregor Strniša - Jure Robežnik)                      |
| 1965 | Luči Ljubljane (Jože Privšek - Svetlana Makarovič - Jože Privšek) – 3. nagrada občinstva |
| 1966 | Jokala bom brez solz (Jože Privšek - Elza Budau - Jože Privšek)                          |
| 1966 | Nekega dne (Mojmir Sepe - Elza Budau - Mojmir Sepe)                                      |
| 1966 | Poslednja noč ljubezni (Jože Privšek - Elza Budau - Jože Privšek)                        |
| 1967 | Dan kot dnevi vsi (Dušan Porenta - Milan Lindič - Mario Rijavec)                         |
| 1967 | Pišeš mi (Jože Privšek - Miroslav Košuta - Jože Privšek)                                 |
| 1968 | Veter nosi moj pozdrav (Borut Lesjak - Elza Budau - Borut Lesjak)                        |
| 1973 | Tivolski pastirček (Vasko Repinc - Duša Repinc - Jože Privšek)                           |
| 1974 | Ša-ba-da (Aleš Kersnik - Elza Budau - Jure Robežnik)                                     |

### Opatijski festival
| Leto | Pesem                   |
| ---- | ----------------------- |
| 1965 | Pesem zapoj mi nocoj    |
| 1966 | Odtrgala bom zelen list |
| 1967 | Kdor seje veter         |
| 1968 | Mladost                 |

### Jugoslovanski izbor za Pesem Evrovizije
| Leto | Pesem       | TV-center |
| ---- | ----------- | --------- |
| 1966 | Brez besed  | Ljubljana |
| 1966 | Sanjala sem | Zagreb    |

### Pesem Evrovizije
- 1966: Brez besed — 7. mesto (9 točk)